# ベンガル語
ベンガル語（ベンガルご、英: Bengali [bɛŋˈɡɔːli]）は、ベンガル人の言語。内名でバングラ（বাংলা [ˈbaŋla]）とも呼び、話者数は2億6500万人を数え、日常会話の言語人口としては、2019年時点で世界で7番目に多い言語である。主にバングラデシュおよびインドの西ベンガル州とその周辺で話されている。バングラデシュの国語であり、またインドでも憲法の第8付則に定められた22の指定言語のひとつとして、西ベンガル州とトリプラ州の公用語になっている。インドのアッサム州、メガラヤ州、アンダマン・ニコバル諸島、ジャールカンド州など周辺諸州にも話者がいるほか、西アジアなどでベンガル人移民によって話される。
インド・アーリア語派に属する。表記にはブラーフミー文字から発展したベンガル文字を用いる。構文は主語・目的語・動詞の語順を取る、いわゆるSOV型である。ヒンディー語と異なり、ほとんどの名詞は性をもたない。なお、言語名の呼称に関しては、バングラ語と表記するほうが原語の音に忠実ではあるが、日本語では「ベンガル語」の表記が慣例である。

## 分類
ベンガル語は、インド・ヨーロッパ語族インド語派に属し、ヒンディー語やウルドゥー語など、南アジアに存在する多くの言語と類縁関係にある。特に、アッサム語とは共通点が多く、非常に近い関係にある。インド・ヨーロッパ語族の言語分布の中では、アッサム語と並んで、地理的にもっとも東に位置する。
上述のように、ベンガル語はインド・ヨーロッパ語族に属するが、ドラヴィダ語族をはじめとする他の語族/語派から受けた影響が、語彙面や文法面に見られる。ドラヴィダ語族のほかにはオーストロアジア語族とチベット・ビルマ語派がベンガル語の成り立ちに影響を与えたものと見られ、20世紀初頭の複数のベンガル語辞書を調査した研究によると、収録語彙の45%が純然たるサンスクリットからの借用語、50%超が土着語彙（サンスクリットから変容した語彙と非印欧語族言語からの借用語）であった。

## 言語史
現代ベンガル語の語彙は、マーガディー・プラークリットとパーリ語に由来する基層に、タツァマ語彙とサンスクリットからの再帰的な借用語が加わり、さらにその他、ペルシア語、アラビア語、オーストロアジア語族の言語など、ベンガルに住む人々と歴史的な接触のあった人々の話す言葉からの借用語が加わって構成されている。

### 古代のベンガル地方の言語状況
紀元前1千年紀からベンガル地方ではサンスクリットが話されていた。グプタ朝期のベンガル地方は、サンスクリット文芸の結節点であった。紀元後1千年紀において、ベンガル地方がマガダ国の版図に組み入れられていた紀元1世紀ごろは、中期インド・アーリア諸語が話されていた。これらはプラークリットの一種で、マーガディー・プラークリットと呼ばれる。「マーガディー」は最終的にアルダマーガディーへとかたちを変えていった。アルダマーガディーは、1千年紀の終わりごろには、アパブランシャと呼ばれる言語に道を譲り始めた。

### 初期ベンガル語
ベンガル語は、他のインド・アーリア諸語の東部諸語と時を同じくして、西暦1000年から1200年ごろに、サンスクリットとマーガディー・プラークリットから進化した。「無意味な音」を意味する「アバハッタ」とも呼ばれるアパブランシャの東部方言、プルビ・アパブランシャ（Purbi Apabhraṃśa）が、最終的に3つの言語、ベンガル・アッサム語、ビハール語、オリヤー語に分化した。枝分かれの時期は、西暦500年ごろにまで遡れるとする説もあるが、言語というものは静的なものではない。この時代には少しずつ異なる言語が共存し、書き手も複数の方言を同時に書くことがよくあった。例えば、6世紀前後にアバハッタへと進化していったと考えられているアルダマーガディーは、ベンガル語の前身となる言語としばらくの間、競合していた。なお、そのベンガル語の前身となる言語は、パーラ朝とセーナ朝で話されていた言語でもある。

### 中期ベンガル語

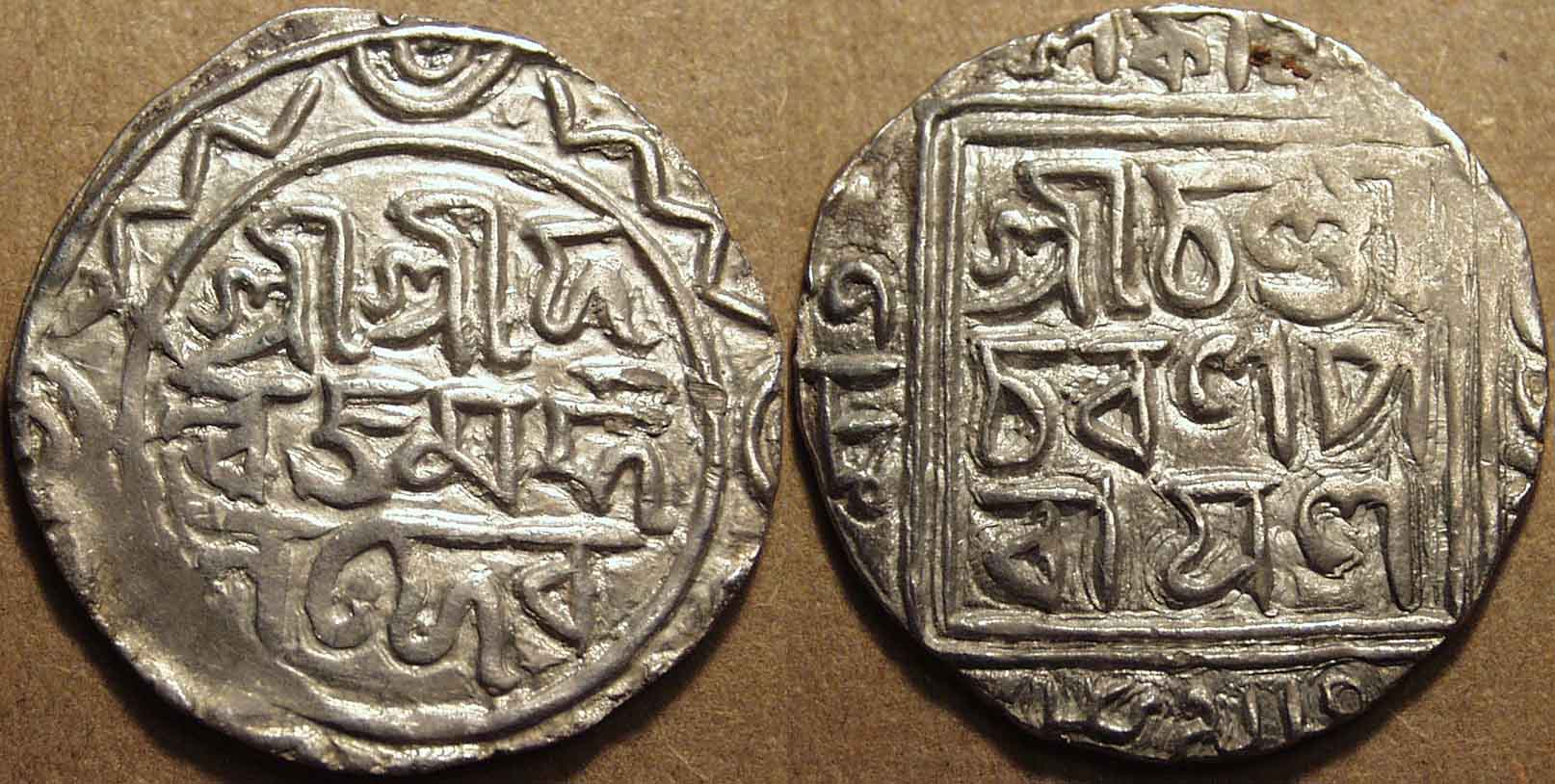
ベンガル・スルターン朝の銀貨。1417年ごろのもの

中世において話された中期ベンガル語（1400年-1800年）には、単語末で অ ô のエリジオンが起きる現象と、複合動詞の広範な使用と、アラビア語やペルシア語の影響が見られることに特徴がある。ベンガル語はベンガル・スルターン朝の宮廷において公式に使用された。ムスリム支配者層は、支配地域におけるサンスクリットの影響を抑え、イスラーム化を進める試みの一つとして、ベンガル語文学の発展を奨励した。ベンガル・スルターン朝において、ベンガル語は最もよく話される地方語（vernacular language）になった。この時代にはアラビア語やペルシア語からベンガル語の語彙の中に取り入れられた借用語が見られる。また、この時代の主なテキストとしては、チャンディーダースの『クリシュナ神賛歌』がある。

### 現代ベンガル語
現代ベンガル語の書き言葉は、19世紀から20世紀初頭にかけて、ベンガル地方の中央部やや西よりに位置するナディーヤー地方の話し言葉を基礎として発展した。この時代のベンガル地方は、イギリスの植民地統治下にあり、ベンガル語が行政・公用の言語として用いられてなかったため、書き言葉の発展はもっぱら文学活動により牽引された。ビールバルやタゴールらの詩人や作家はベンガル語の書き言葉として、語形変化やその他の変化の形態が複雑な Sadhubhasha（ベンガル語: সাধুভাষা）を使用するよりも、これを簡略化した Chôlitôbhasha（ベンガル語: চলিতভাষা）を使用することを推進した。

## 話者分布
ベンガル語母語話者の概算分布(概算で約2億6100万人)

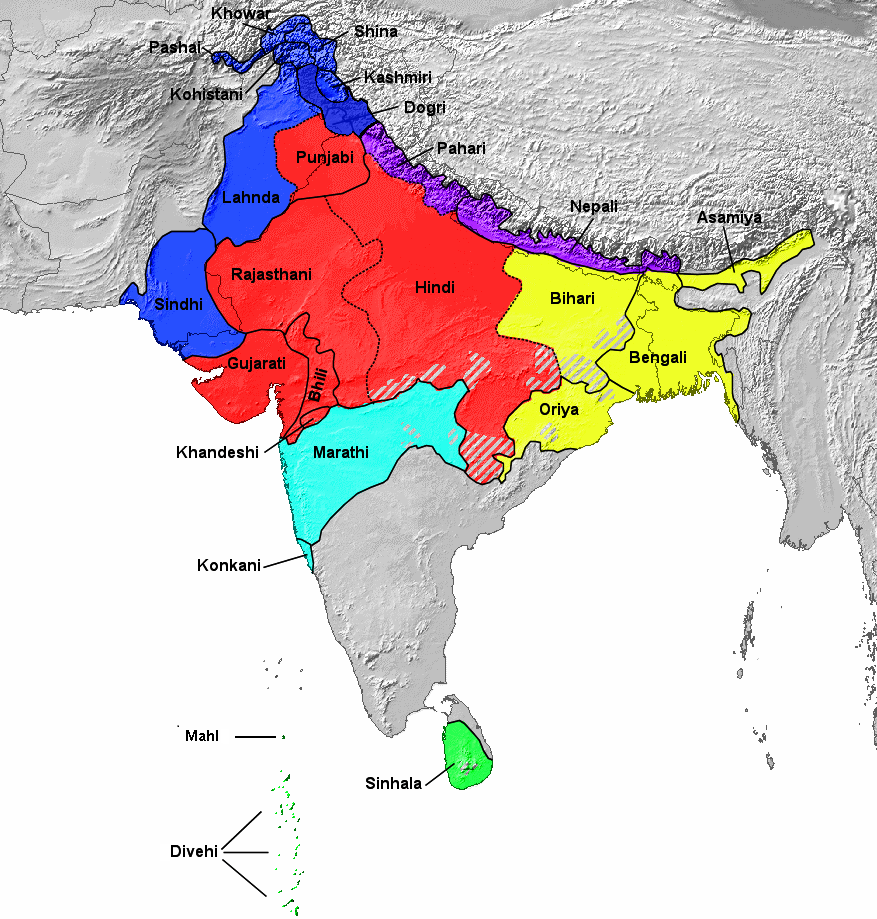
印欧語族インド語派の話者分布の一例を示す図

ベンガル語を母語とする話者（母語話者、第一言語話者）は、バングラデシュとインドの西ベンガル州を中心とした地域（ベンガル地方）に分布する。ベンガル語母語話者が最も多いのはバングラデシュであり、母語話者全体の61.3%を占める。バングラデシュ国内のベンガル語母語話者は同国人口の90%以上、2009年のデータでは98.74%に達するが、これを母語としない少数民族もほぼ全員がベンガル語と母語とのバイリンガルである。2001年のバングラデシュのセンサスによると、同国内のベンガル語話者は約1億1000万人である。
ベンガル語母語話者が次に多いのはインドであり、母語話者全体の37.2%を占める。2001年のインドのセンサスによると、同国内のベンガル語話者は約8300万人である。これは、インド国内においてもヒンディー語に次いで使用人口は2位となる数字である。その内訳は絶対数が多い順に、西ベンガル州が約6800万人、アッサム州が700万人、ジャールカンド州が260万人、トリプラ州が210万人である。とりわけ西ベンガル州は州人口の85%がベンガル語を第一言語とする。バングラデシュの東に位置するトリプラ州では、ベンガル語話者が州全体の人口の約3分の2を占める。アッサム州では州人口の3分の1、ジャールカンド州とミゾラム州では10分の1がベンガル語を第一言語とする。
このほかの国家に居住するベンガル語母語話者は全体の1.5%を占め、北米、イギリス、ペルシア湾岸諸国、ネパールやパキスタンなど南アジアに、かなり規模の大きいベンガル語話者ディアスポラのコミュニティがある。ロンドンのタワーハムレッツ区には、ブリック・レイン通りを中心にベンガル語話者が集住するコミュニティがある。日本にもベンガル語話者が15000人ほど居住している。正確な見積もりは難しいが、21世紀前半現在の時点で母語話者人口が2億人を超えることは確実であり、ベンガル語を第二言語として話す人口は5000万人、トータルの話者数は3億人に迫る。

## 言語変種
ベンガル語の話し言葉に関して、バングラデシュの北東部シレットと、同南東部チッタゴンにおいては、町や村で暮らす人々（ここでは「ジュマ」という焼畑農耕民とは異なるという意味）の間で、他地域のベンガル語話者にはすぐには理解できない、音韻や語彙に特徴を持った方言が生まれている。これらを方言ではない独立した言語であるとみなす立場からは、それぞれ、「シレット語」「チッタゴン語」と呼ばれる。これらを除く狭義のベンガル語の方言は、大まかに Radha、Pundra (Varendra)、Kamrupa、Bangla の4つに分けることができ、イギリスの植民地統治時代の地方区分におおむね合致している。21世紀現在の地域名称で言うと、Radha は西ベンガル州、Pundra は西ベンガル州とバングラデシュの北部、Kamrupa はバングラデシュの北東部、Bangla はバングラデシュの残りの部分に相当する地域で話されている方言である。
バングラデシュと西ベンガル州のベンガル語は、コルカタで用いられるh音がダッカでは脱落し、またいくつかの語彙・発音の差や、バングラデシュ側の方がより実際に発音に近い綴りを用いるなどの違いがあるもののほとんど同じであり、出版や音楽などの交流も支障なく盛んに行われている。この語彙の差は、主に宗教の差によるものであり、イスラム圏であるバングラデシュのベンガル語が、アラビア語やペルシア語からの借用語が多く存在するのに対し、ヒンドゥー教圏であるインドにおいてはこれらの語彙がサンスクリット語由来のものとなっているためである。

## 音韻論
ベンガル語は、下表に示す7つの母音音素を持つ。母音の長短は区別しない。7つすべての母音音素が、対応する鼻母音音素を有し、25種類の二重母音がある。また、動詞語幹に人称語尾が接続する際などに、「母音調和」現象が見られる。例えば、動詞語幹の母音音素と人称語尾の母音音素の組み合わせによっては、前者が後者に合わせて変化することがあり、言語学的には逆行同化と呼ばれる現象である。
|          | 前舌母音 | 中舌母音 | 奥舌母音 |
| -------- | -------- | -------- | -------- |
| 狭母音   | [i]      |          | [u]      |
| 半狭母音 | [e]      |          | [o]      |
| 半広母音 | [æ]      |          | [ɔ]      |
| 広母音   |          | [a]      |          |

|            | 両唇音   | 歯音     | 歯茎音   | そり舌音 | 後部歯茎音 | 軟口蓋音 | 声門音 |
| ---------- | -------- | -------- | -------- | -------- | ---------- | -------- | ------ |
| 無声破裂音 | [p] [pʰ] | [t̪] [t̪ʰ] |          | [ʈ] [ʈʰ] | [tʃ] [tʃʰ] | [k] [kʰ] |        |
| 有声破裂音 | [b] [bʱ] | [d̪] [d̪ʱ] |          | [ɖ] [ɖʱ] | [dʒ] [dʒʱ] | [ɡ] [ɡʱ] |        |
| 摩擦音     |          |          | [s]      |          | [ʃ]        |          | [h]    |
| 鼻音       | [m]      |          | [n]      |          |            | [ŋ]      |        |
| 流音       |          |          | [l], [r] | [ɽ]      |            |          |        |

## 表記体系
ベンガル語の表記にはベンガル文字を使用する。ベンガル文字は他に隣接するアッサム語でも使用されるが、わずかに異なる字が存在し、これをアッサム文字として区分する場合もある。イスラム教徒が多数派の国家の言語としては珍しく、ベンガル語はアラビア文字で書かれることは無く、またかつて書かれたこともあまり無かった。
イスラム教徒が多数派の国や民族の言語は、一度も文字で記録されたことが無かった言語を別にすれば、アラビア文字で書かれるか、かつて書かれていたものがほとんどである。現時点でアラビア文字で書かれるものとしてはペルシア語、ウルドゥー語、ウイグル語など。
植民地支配などや文字改革を経て、現在はラテン文字やキリル文字に切り替えられてはいるが、それ以前はアラビア文字で書かれていたものとしてトルコ語、インドネシア語など、ラテン文字、キリル文字、インド系文字などと併用してアラビア文字でも書かれるものとしてマレー語、パンジャービー語などがある。
しかしベンガル語は固有のインド系文字を使用し、かつアラビア文字で併用されて書かれる事もほとんど無い。ベンガル語と同じくインド系の言語のうち、ヒンドゥスターニー語（ウルドゥー語、ヒンディー語）、パンジャービー語、シンディー語、カシミール語などは、パキスタン領内・インド領内のもの、あるいはイスラム教徒・非イスラム教徒のものの違いにより、改良アラビア文字による表記とインド系文字による表記の双方が存在する。しかしベンガル語はそれらとは異なり、バングラデシュ・インド双方、イスラム教徒・非イスラム教徒のもの双方とも、インド系のベンガル文字で表記される。（ただし、使用される語彙の差異は、両国間・両宗教間によりやはり存在する。）もっとも現バングラデシュがパキスタンに属して独立した当初、パキスタン中央政府を中心としたベンガル語をアラビア文字で表記する動き自体は存在した。しかし、住民の反発により実現しなかった。ベンガル地方は、宗教的な意識も決して小さいわけではないが、それ以上に民族的な共通意識の方が大きいために、豊富な文学を有する自己の文字を廃してアラビア文字による表記を取り入れるまでにはいたらなかった。

## 文法
文法性はない。語順はSOV型であり、前置詞でなく後置詞を用いる。指示形容詞や冠詞は名詞の後に置かれるが、一般の形容詞類は前に置かれる。格は4種類（主格・対格・所有格・処格）ある。
名詞や動詞の語形変化は接尾辞で行い、膠着語的な性格が強い。名詞の数の表示は義務的でなく（定冠詞のみ区別される）、動詞にも人称変化や待遇による変化はあるが、数による変化はない。数を表すには必ず助数詞を用いる（これは東南アジア・東アジアの諸言語と共通の性質である）。コピュラは使わない。
尊敬語や謙譲語に当たる敬語表現がある。日本語とベンガル語の文法は良く似ているとされる。

## ベンガル語の社会における位置づけ

### バングラデシュ

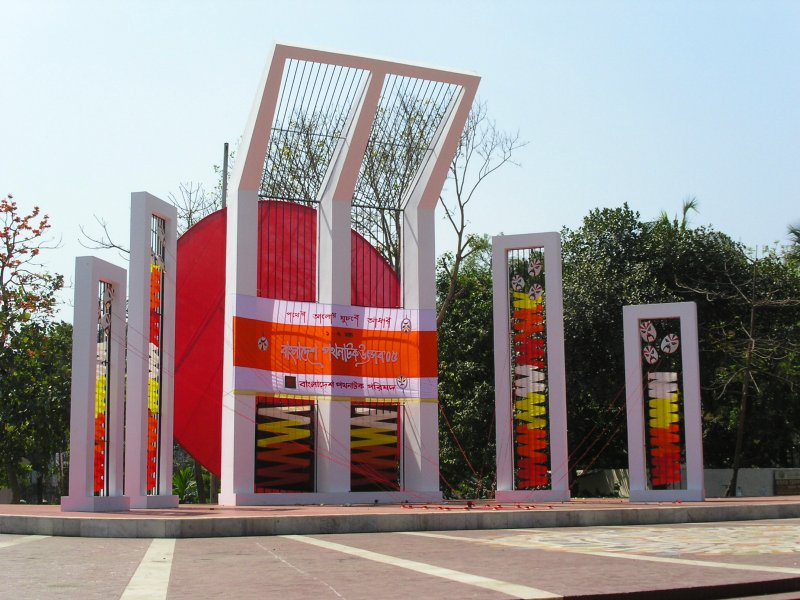
国語化運動に殉じた者を悼む記念碑、ショヒド・ミナールのレプリカの一つ

現在のバングラデシュは、イギリスからの独立時、パキスタン領東ベンガル（東パキスタン）として出発した。1947年から1971年のパキスタン統治下では、政府の主導権を握った西パキスタン側が、ウルドゥー語を唯一の公用語としようとしたのに対し、ベンガル語を東ベンガルの民族的アイデンティティの中心とみなした東パキスタンでは、強い反対の声が上がった。1948年にパキスタン総督のムハンマド・アリー・ジンナーがダッカでウルドゥー語の単一公用語化を推進する発言を行ったことで、この反発はさらに強まった。1950年から1952年にかけて行われたベンガル語運動では、1952年2月21日にベンガル語を公用語とすることを求める言語活動家と学生のデモとパキスタン軍が武力衝突するまでに至った。現在この日は「ベンガル語公用語運動の日」としてバングラデシュの公式の祝日となっているが、バングラデシュの提唱によって1999年に国際連合がこの日を「国際母語デー」に制定し、国際デーにもなっている。
1956年に制定されたパキスタン憲法では国語をウルドゥー語とベンガル語の二言語制にするなどの譲歩も行われたものの、その後もこの対立は続いた。1961年5月19日には別の衝突があり、ベンガル語とアッサム語の軽視に抗議したデモ隊と警官隊が衝突、11人の死者を出した。これは運動を激化させた。その後も東パキスタンではベンガル語の公用語化を主張する運動が続き、やがてこれは西パキスタンからの独立運動へと進んでいき、バングラデシュ独立戦争、第三次印パ戦争へとつながっていった。その結果、1971年パキスタンは東ベンガルからの撤退を余儀なくされ、バングラデシュは独立を達成した。独立したバングラデシュにおいては国民の大半が使用するベンガル語が公用語に指定された。
独立後のバングラデシュでは公的初等教育の教育言語をベンガル語としたため、英語で教育を受けるエリート層やアラビア語やウルドゥー語で教育をおこなう一部のマドラサを除き、ほとんどの児童がベンガル語で教育を受けている。ベンガル語はベンガル人意識と強く結びついているが、現代バングラデシュのナショナリズムと直接的に結びついているわけでは必ずしもない。これは、バングラデシュのナショナリズムにおいて、民族的ベンガル人を主体とし宗教を重視しない「ベンガル・ナショナリズム」と、民族・宗教にかかわらずバングラデシュ国民をその主体とする（ただし、実態としてはムスリムとしての意識に基礎を置くため宗教に重きを置く）「バングラデシュ・ナショナリズム」との対立があるためである。

### インド
インドは1956年に同一言語使用地域を一つの州として再編成する「言語州」と呼ばれる政策に基づいて州再編を行ったが、ベンガル語使用地域はすでに大まかにはまとまっていたため、従来の州境はほぼそのままとされた。言語州化された各州内においては州公用語が優先的に使用される傾向にあり、このため西ベンガル州やトリプラ州においてはベンガル語は教育などで広く使用されているが、両州ともに言語の混在地域や州として分離していない別言語使用地域が存在しており、これらの地域においては反発が根強い。2017年6月には西ベンガル州北部のダージリン市周辺において、ベンガル語履修を義務付ける決定に対しこの地方に多く居住するネパール人（ゴルカ人）が反発し、決定撤回とネパール人による新州「ゴルカランド」創設を求めて大規模なゼネストが行われて緊張が高まり、ダージリン・ティーの生産が止まったりダージリン・ヒマラヤ鉄道の運行が停止するなど、大きな影響が出た。この問題は同年9月27日にストが中止されゴルカ人側と政府が協議に入ることで収拾された。

## 文化
ベンガル語は豊かな文化的伝統を持ち、詩や演劇、映画などで多くの優れた芸術作品を生み出した。ベンガル語作家でもっとも偉大な存在とされるのが、1913年に『ギタンジャリ』によってノーベル文学賞を受賞したラビンドラナート・タゴールである。タゴールは主にベンガル語で創作を行い、詩や小説を中心として膨大な数の作品を残した。タゴールの作品はインド・バングラデシュを問わずベンガル人に愛され、文化的に重要な位置を占めている。バングラデシュ独立戦争の際にはタゴールのベンガル語詩「我が黄金のベンガルよ」がバングラデシュ解放軍によって歌われるようになり、独立後は国歌に指定された。ベンガル語詩は現代でも愛好者が多く存在し親しまれている。またベンガル語は長い大衆演劇の伝統を持っており、20世紀末ごろまでは農村部で盛んに上演が行われていた。この演劇の伝統を元に、20世紀に入るとコルカタで映画産業が盛んとなった。1940年代にはムンバイの映画産業が成長して、それまで全インドを商圏としていたコルカタの映画界はベンガル語圏のみを市場とするまでに縮小したが、そのためにベンガル人の支持を受ける映画が盛んに製作されるようになり、1950年代から1970年代にかけてはベンガル語映画は隆盛を迎えた。また娯楽映画ばかりではなく、この時期のコルカタでは芸術映画も盛んに製作された。この流れを代表する映画監督がサタジット・レイであり、彼の映画は主にベンガル語で製作された。また彼は小説家でもあったが、彼の小説はインド国内向けに英訳されたものの、元はベンガル語で書かれている。